# Ciona intestinalis
L'ascidia lunga (Ciona intestinalis Linnaeus, 1767) è un'ascidia della famiglia Cionidae.

## Descrizione
Il corpo, fissato al substrato mediante corti rizomi, ha forma cilindrico-sacciforme ed è costituito da una spessa tunica di consistenza gelatinosa ed aspetto translucido, di colore per lo più biancastra, talora anche giallo-verdastra. I sifoni sono lobati ed hanno una caratteristica macchiolina rossa su ogni lobo. Il sifone inalante è posto in posizione apicale, quello esalante è posto inferiormente e in posizione laterale.  Il cestello branchiale è molto sviluppato ed occupa gran parte del corpo.
Può raggiungere i 20 cm di lunghezza.

## Distribuzione e habitat
Specie cosmopolita, si trova nelle acque di tutte le aree temperate del mondo.

Predilige i fondali rocciosi ma vive anche attaccata alle alghe.

Si adatta anche ad acque con grandi variazioni di salinità (lagune) o inquinate (porti), da 0 a 500 metri di profondità.

## Riproduzione
È un organismo ermafrodita oviparo. Si riproduce durante tutto l'anno, con picchi in estate.

## Organismo modello

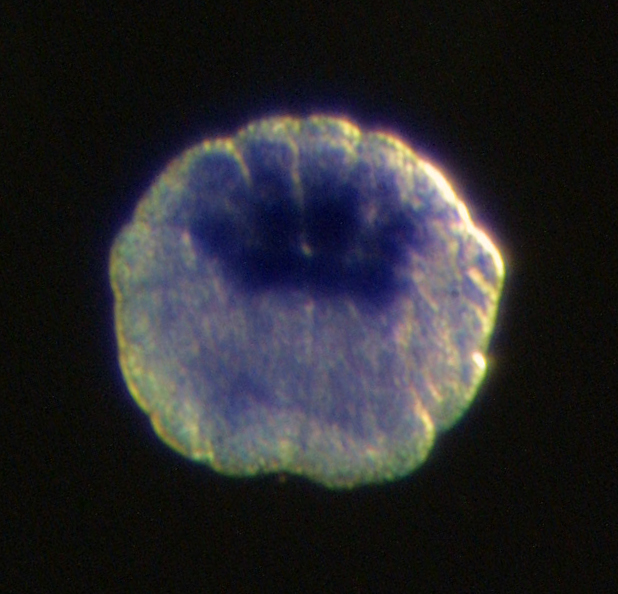
Larva di C. intestinalis
allo stadio di 64 cellule

Ciona intestinalis ha alcune caratteristiche che la rendono un ottimo organismo modello per studi sul genoma e sulla embriogenesi: ha una distribuzione cosmopolita e si riproduce durante tutto l'anno, ha un numero limitato di geni (circa 15000) e un genoma compatto (circa 160 milioni di basi azotate) ed ha infine, come tutti i tunicati, interessanti rapporti filogenetici con i vertebrati.

## Sottospecie
- Ciona intestinalis gelatinosa (Bonnevie, 1896)
- Ciona intestinalis intestinalis (Linnaeus, 1767)
- Ciona intestinalis longissima (Hartmeyer, 1899)
- Ciona intestinalis tenella (Stimpson, 1852)